# Nicolaus von Below
Pour les articles homonymes, voir von Below.

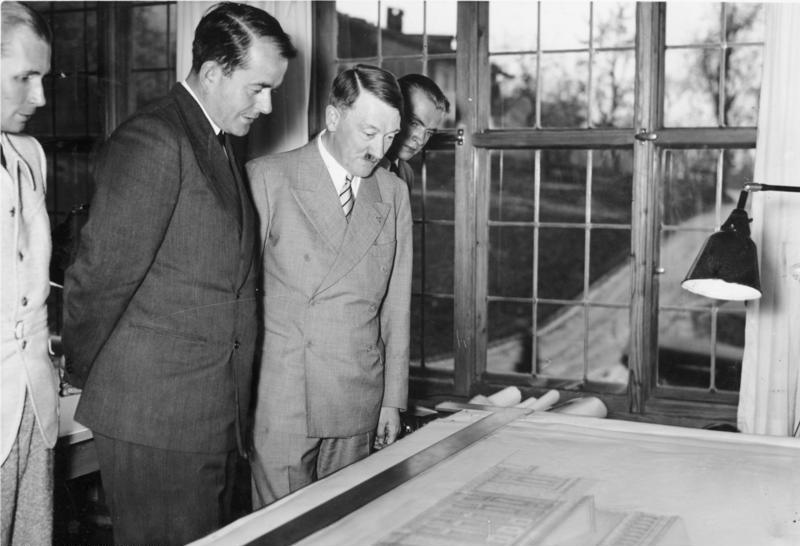
Hitler examinant les projets architecturaux de Speer à l’Obersalzberg avant la guerre. Von Below, en service, à gauche, en civil.

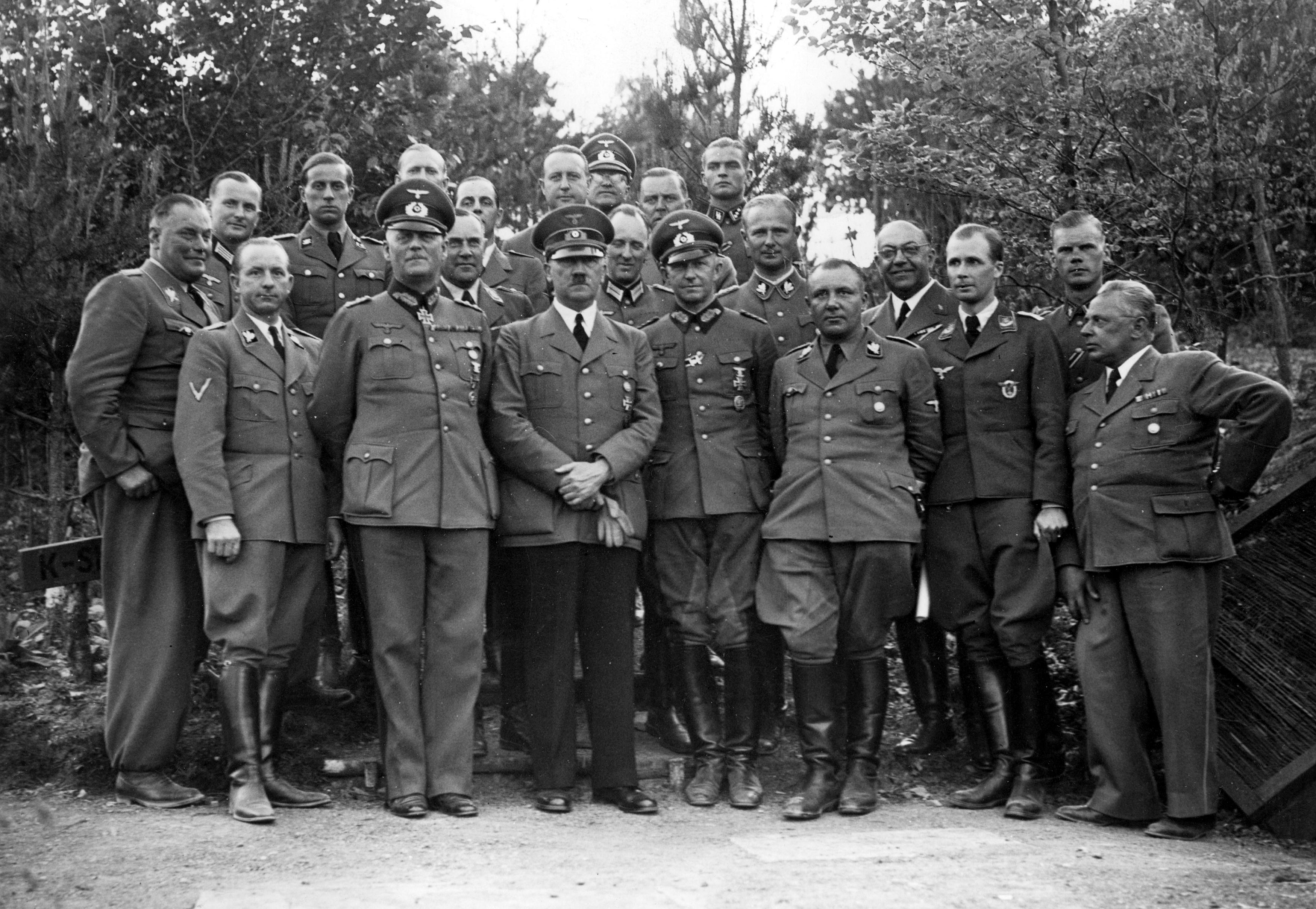
Photo de groupe avec Hitler, 1940. Von Below est le 2e en partant de la droite au premier rang.

Georg Ludwig Heinrich Nicolaus von Below, né le 20 septembre 1907 et mort le 24 juillet 1983 , est un officier allemand de la Seconde Guerre mondiale qui a servi du 16 juin 1937 au 29 avril 1945 comme aide de camp de la Luftwaffe auprès d'Adolf Hitler.
Les aides de camp militaires, au nombre de trois représentant l'armée de terre (Heer), la marine de guerre (Kriegsmarine) et l'armée de l'air (Luftwaffe), étaient de service à tour de rôle. En service, leur tâche était de rester joignables toute la journée dans les appartements du Führer pour toutes les affaires militaires. La fonction est importante car il faut pouvoir renseigner Hitler à tout moment, acheminer ses ordres et ses commentaires, et difficile car les querelles et les rivalités de personnes sont fortes dans l'entourage.
Nationaliste conservateur, sans être membre du parti nazi, Nicolaus von Below parvient à gagner la confiance d'Hitler et se hisse du grade de capitaine à celui de colonel. Il devient en outre en 1944 l'homme de liaison d'Albert Speer, chef de l'économie du Reich dans la deuxième partie de la guerre.
Au contact direct d'Hitler pendant plus de huit ans, souvent dans son intimité, il suit le Führer partout : à la Chancellerie à Berlin, à l’Obersalzberg, dans son appartement de Munich, aux fêtes nazies de Nuremberg, dans ses différents quartiers généraux, dans ses trains de commandement, jusqu'au dernier bunker, sous le jardin de la Chancellerie, d'où il réussit à sortir de nuit le 29 avril 1945 par un souterrain pour traverser Berlin en proie à l'assaut de l'Armée rouge.
Il a laissé des souvenirs, À la droite d'Hitler, mémoires 1937-1945 - reconstruits après-guerre car il a brulé son journal en avril 1945 - qui constituent une source historique majeure sur l'histoire du IIIe Reich ainsi que sur la personnalité de son chef.

## Jeunesse et formation
Né à Jargelin, province de Poméranie, il fait partie de la noblesse allemande. Son père est le colonel Günther von Below et sa mère Mathilde von Below (cousine de ce dernier). Son oncle, le général Otto von Below commandait les armées austro-allemandes à la bataille de Caporetto, victoire des empires centraux sur l'Italie pendant la Première Guerre mondiale en 1917.
Le 26 juin 1937, il épouse Maria Kühne (née le 12 septembre 1918 à Magdebourg, de Stephan Kühne et Barbara Bennecke) d'une famille de riches propriétaires terriens possédant plusieurs domaines dans la région de Magdebourg. Le couple a un fils et trois filles. Von Below est le beau-frère du capitaine Winrich Behr, premier officier d'ordonnance du général Friedrich Paulus pendant la Bataille de Stalingrad, échappé du désastre en janvier 1943 et qui épouse la sœur de sa femme en février.
Admis à 21 ans comme élève officier dans la Reichwehr en 1928 sur recommandation de son oncle, il reçoit une formation de pilote de chasse à Lipetsk en Union soviétique (base secrète permettant à la république de Weimar de contourner les interdictions militaires du traité de Versailles). Capitaine breveté d'état-major, il a trente ans et neuf années de service comme « pilote d'avion formé en infanterie» quand il reçoit son affection d'aide de camp d'Hitler pour la Luftwaffe sur la recommandation de Robert von Greim, alors chef du personnel de la Luftwaffe, noble lui-aussi et sous les ordres de qui il a été, en 1934-1935 dans l'escadrille de chasse 132 (Richthofen).

## La Seconde Guerre mondiale et lesMémoiresde von Below
Après un temps d'adaptation,

« Mes premiers jours dans ma nouvelle position ne furent pas heureux (...) Mes origines familiales étaient aux antipodes de mon nouvel environnement, je n'avais aucun lien avec les gens avec qui je devais travailler. Je regardais le Parti avec une réserve et une méfiance extrêmes. »

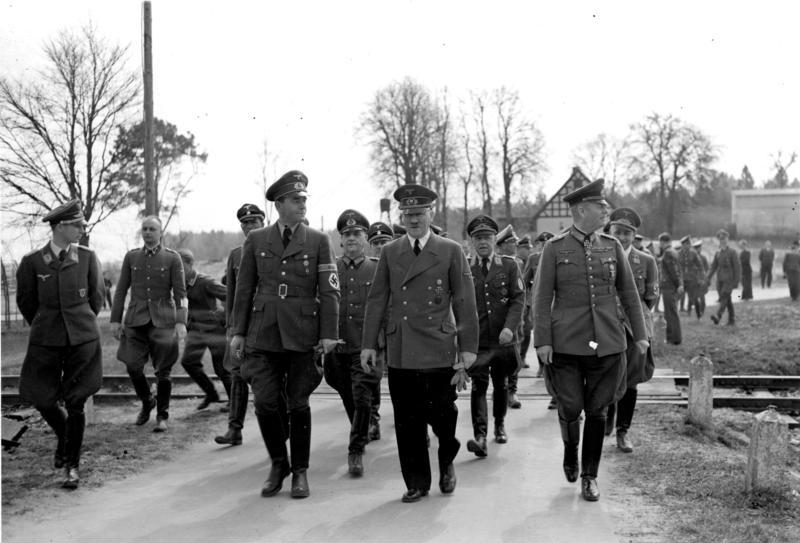
Speer, Hitler, Keitel en 1942. Von Below à gauche.

von Below fait partie du premier cercle des collaborateurs de Hitler et bénéficie des générosités du dictateur envers ses proches : nommé colonel sans avoir combattu, il reçoit en plus de sa solde un chèque mensuel de 400 marks exonérés d’impôts , ce qui lui donne un revenu de général. Lui et son épouse reçoivent des cadeaux d’anniversaire. Quand Hitler prend quelques semaines de repos à l’Obersalzberg et qu’il est de service, son épouse est toujours invitée au Berghof et sympathise avec Eva Braun. Il participe aux longues soirées de conversations, son service ne se terminant que lorsque le Führer se retire dans ses appartements. Lui-même pense être apprécié d'Hitler et raconte dans ses souvenirs « une expérience très émouvante » :

« Pendant un des briefings matinaux habituels, je dus quitter le grand salon [de l’Obersalzberg] pour une raison donnée. A mon retour, alors que je me trouvais dans la petite pièce précédant le salon, dissimulé aux regards par un rideau, j’entendis le Führer parler de moi : il faisait mon éloge, parce que j’étais le seul à parler devant lui toujours ouvertement et sans crainte. »

C'est donc de l’intérieur de ce cercle qu'il nous fait assister, dans ses Mémoires, aux évènements de l’avant-guerre et de la guerre dont il est le témoin direct.
Ainsi le 14 mars 1939, veille de l’invasion de la Tchécoslovaquie par l’Allemagne, alors que l’ordre d’attaque est prévu pour le 15 au petit matin et le train spécial du dictateur prêt au départ, la convocation à Berlin d'Emil Hácha, président de la République tchécoslovaque âgé de 67 ans :

« L’arrivée d’Hàcha fut annoncée peu après 23 heures. Ribbentrop convint avec lui d’un entretien à minuit. Le moment venu, nous avons accompagné le Führer jusqu’à la nouvelle chancellerie. Il était certain qu’Hàcha céderait : la Tchéquie avait été abandonnée par ses anciens alliés ; il n’y aurait pas de second Munich (...) Nous suivions les fréquentes allées et venues dans le bureau du Führer : il était possible à chaque fois d’apprendre quelque chose sur le déroulement de l’entretien. La négociation était du reste inégale et nous avions de la compassion pour le vieux monsieur. A un moment, le professeur Morell arriva avec une trousse de secours et s’engouffra dans la salle de conférence : il en ressortit quelque temps après et nous informa que le président Hacha avait eu un malaise cardiaque, mais qu’il était rétabli grâce à une injection (…) Il n’y avait plus de doute possible sur l’issue de la conférence. Je me fis donc conduire à la gare d’Anhalt et me mis au lit dans mon compartiment. D’une part, j’étais très fatigué des longues tensions de la journée ; d’autre part, je ne voulais plus rien voir ni entendre de la suite du diktat . »

Le 22 juin 1941, Hitler lance la campagne contre la Russie. Von Below s’installe avec lui au nouveau quartier général de Prusse-Orientale, « la Tanière du loup » (Wolfsschanze) dans l’un des dix bunkers en béton réservés au Führer et à sa suite. Il participe aux deux conférences d’état-major quotidiennes. Son témoignage sur les rivalités internes à la Wehrmacht et sur la crise de la Luftwaffe est d’un grand intérêt. Il décrit le déroulement des journées et le défilé des visiteurs. Jusqu’à un épisode tragi-comique :

« Parmi les visiteurs passés alors à la Wolfsschanze se trouva aussi un matin l’amiral Canaris [chef de l’Abwehr, redoutable service de renseignements de la Wehrmacht]. Il avait présenté un rapport à Keitel et Jodel, et parlé avec Schmundt. Celui-ci me raconta l’après-midi la raison de son passage. Canaris avait rapporté que, quelques semaines avant le début de la campagne de Russie, au cours d’une conversation téléphonique depuis Berlin, mon épouse aurait annoncé à l’une de ses sœurs que le Führer attaquerait la Russie le 22 juin. Schmundt avait communiqué cette information à Hitler – qui avait écarté toute l’affaire d’un revers de main. »

La Shoah et les exécutions de Juifs ne sont abordées brièvement que deux fois dans ses souvenirs. Von Below laisse entendre qu'il savait qu’il y avait des massacres, mais pas à l’échelle d’un génocide. Position qui ne semble pas crédible à l’historien Jean Lopez qui préface l’édition française de ses Mémoires : « L’extermination dans son cercle était un secret de polichinelle. ». Voici l’un de ces passages :

« Pendant le séjour au Werwolf [quartier général de Hitler en Ukraine], une terrifiante nouvelle m’arriva un jour. Un jeune lieutenant du service des dépêches me raconta qu’il avait été témoin d’une exécution de masse à proximité de Vinnitsa. Il était tombé dans un vaste pli de terrain sur une troupe de SS occupée à abattre un certain nombre d’hommes et de femmes (…) J’allais trouver le Gruppenführer Karl Wolff, officier de liaison de la SS auprès d’Hitler et lui demandais de vérifier les faits et de m’en rendre compte. Quelques jours plus tard, il apporta une réponse très ambiguë à ma question, parlant d’action de sabotage à l’intérieur de nos lignes. Mais il me pria aussi de ne pas entreprendre d’autres démarches. »

Von Below fut gravement blessé dans l’attentat contre Hitler dans son bunker de Wolfsschanze le 20 juillet 1944 lors de la conférence d’état-major :

« J’étais alors un peu à l’écart et je parlais avec les autres aides de camp du programme de visite du Duce. Mon attention fut soudain attirée par un point que présentait Heusinger et j’allais de l’autre côté de la table de conférence pour avoir de là-bas une meilleure vue de la carte de situation. J’étais là depuis quelques minutes lorsque la bombe explosa. Il était 12H40. Je perdis brièvement connaissance (…) Quand je revins à moi, ma tête bourdonnait, mon ouïe avait considérablement baissé, je saignais du cou et de la tête. »

Il ne peut se lever que fin août et part pour un long séjour de convalescence, ne rentrant à la Wolfsschanze que le 24 octobre.
Von Below reste aux côtés de Hitler dans son bunker de la Chancellerie. Il a fait ses adieux à son épouse le 5 avril. Le 12 avril, « événement inoubliable », il assiste au concert d’adieu de l'Orchestre philharmonique de Berlin organisé par Albert Speer :

« Avec Speer et le grand-amiral Dönitz, j’écoutai le final du Crépuscule des dieux de Wagner, le concerto pour violon de Beethoven et la 8e Symphonie de Bruckner. Nous rentrâmes ensuite en silence à la Chancellerie, profondément émus, en traversant le Potsdamerplatz totalement détruit par les bombardements. »

Le 28 avril, après le mariage entre Hitler et Eva Braun, il est invité à un bref vin d’honneur dans l’appartement du Führer. Le 29 à 4 heures du matin, il contresigne son testament privé, à côté de Bormann et de Goebbels. A midi il demande au Führer, qui lui souhaite « Bonne chance », l’autorisation de passer à l’Ouest. Avec un paquetage léger, musette et mitraillette, il quitte le bunker avec son ordonnance par les passages souterrains et réussit à quitter la ville en flammes et en grande partie détruite. Ayant troqué leurs uniformes contre des habits civils dans une ferme, ils reprennent leur marche vers le Nord-Ouest, sont arrêtés deux fois par des patrouilles russes, mais arrivent à s’échapper. Séparé de son compagnon, von Below réussit à traverser l’Elbe en nageant. Le 20 juin 1945, il rejoint Magdebourg, puis Wanzleben où la famille de sa femme possède un domaine. Il se réfugie ensuite à l’Ouest à Bad Godesberg. A l’automne, il est arrêté par les Britanniques à la suite d’une dénonciation. Il sera libéré le 14 mai 1948.
Après la guerre, Below écrit ses mémoires sur les années où il servit comme aide-de-camp d'Hitler: Als Hitlers Adjutant 1937-1945.
Il meurt à Detmold en Allemagne de l’Ouest, en 1983.